# Alexandrine-Louise de Danemark
Alexandrine-Louise de Danemark (en danois : Prinsesse Alexandrine-Louise), princesse de Danemark puis, par son mariage, comtesse de Castell-Castell, est née le 12 décembre 1914 et décédée le 26 avril 1962, est une princesse danoise. 
Membre de la maison de Glücksbourg, c'est une princesse danoise, le troisième enfant du prince Harald de Danemark et de son épouse, la princesse Hélène de Schleswig-Holstein-Sonderbourg-Glücksbourg.
En tant qu'épouse du comte Luitpold de Castell-Castell, elle est devenue une comtesse de Castell-Castell.

## Biographie

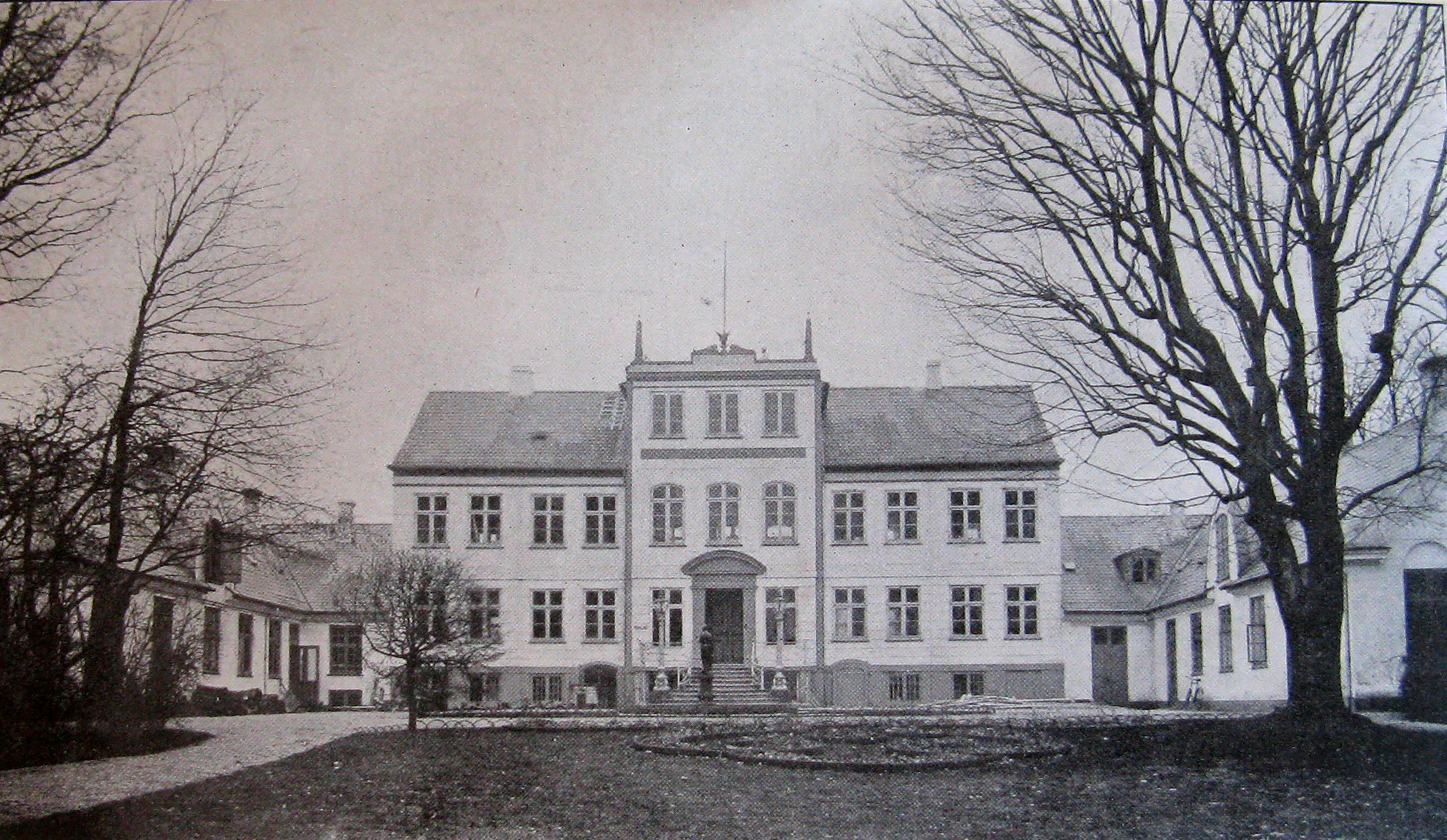
Le château de Jægersborghus en 1909.

Nièce du roi Christian X de Danemark, la princesse Alexandrine-Louise de Danemark est née le 12 décembre 1914 au château de Jægersborghus à Gentofte au nord de Copenhague au Danemark. Elle était le troisième enfant du prince Harald de Danemark, lui-même fils du roi Frédéric VIII de Danemark et de la princesse Louise de Suède. Sa mère était la princesse Hélène de Schleswig-Holstein-Sonderbourg-Glücksbourg, fille du duc Frédéric-Ferdinand de Schleswig-Holstein-Sonderbourg-Glücksbourg et de la princesse Caroline-Mathilde de Schleswig-Holstein-Sonderbourg-Augustenbourg. La princesse Alexandrine-Louise, de son nom de baptême Alexandrine-Louise Caroline Mathilde Dagmar, en tant que petite-fille d'un monarque danois dans la lignée masculine portait dès sa naissance le titre de princesse de Danemark avec la qualification d'altesse.

## Mariage et enfants
Avant son mariage, Alexandrine-Louise était souvent considérée comme une possible reine consort du roi Édouard VIII du Royaume-Uni,.
Le 24 août 1936, ses fiançailles avec le comte Luitpold de Castell-Castell, enfant aîné et fils du comte Otto-Friedrich de Castell-Castell et de son épouse, la princesse Amélie de Löwenstein-Wertheim-Freudenberg, sont annoncés par permission spéciale de l'oncle d'Alexandrine-Louise, le roi Christian X de Danemark,,. Le comte Luitpold appartenait à une famille allemande qui avait régné sur le comté de Castell dans le Saint-Empire romain germanique mais avait été soumise au royaume de Bavière en 1806. 
Le mariage eut lieu le 22 janvier 1937 au palais de Christiansborg à Copenhague. Après le mariage, Alexandrine-Louise a déménagé avec Luitpold à Berlin. Du mariage de Luitpold et Alexandrine-Louise naissent trois enfants :
- Amélie de Castell-Castell, née le 25 mai 1938 ;
- Thyra de Castell-Castell, né le 14 septembre 1939 ;
- Otto-Luitpold, né le 13 mars 1942 et décédé le 19 mars 1942.

Luitpold était un premier lieutenant dans la Wehrmacht pendant la Seconde Guerre mondiale. Il est décédé des suites de blessures subies lors d'un accident d'avion dans un hôpital militaire près de Sofia, en Bulgarie, le 6 novembre 1941.
La princesse Alexandrine-Louise est décédée le 26 avril 1962 à Copenhague.